# Nepokoje proti dani z hlavy
Nepokoje proti dani z hlavy (anglicky Poll Tax Riots) byly nepokoje v britských městech vyvolané odporem proti dani z hlavy (daň je rozdělená na pevnou částku připadající na jednotlivce v souladu se sčítáním lidu — v protikladu k dani v procentech z příjmu), která zavedla konzervativní vláda vedená premiérkou Margaret Thatcherovou. Zdaleka největší nepokoje se odehrály v centrálním Londýně 31. března 1990, krátce předtím, než měla vstoupit daň v platnost v Anglii a Walesu.
Nepokoje začaly v Londýně v 11 hodin dopoledne a skončily ve 3 hodiny ráno. Tyto nepokoje jsou především odpůrci daně z hlavy nazývány jako „bitva u Trafalgaru“, jelikož se hlavní střety odehrály na Trafalgarském náměstí.
Nepokoje jsou považovány za události přispívající k pádu Margaret Thatcherové, která rezignovala v listopadu téhož roku, kdy průzkumy ukazovaly 2% podporu obyvatelstva pro tuto daň. Její nástupce John Major poté oznámil zrušení této daně.